# Множина з відміченою точкою
Множина з відміченою точкою — в математиці це множина {\displaystyle X} з відміченою точкою {\displaystyle x_{0}\in X}.
Відображення множин з відміченою точкою які відображають відмічену точку однієї множини на відмічену точку іншої множини, тобто {\displaystyle f:X\to Y} таке, що {\displaystyle f(x_{0})=y_{0}}, називаються відображеннями із відміченою точкою. Це можуть позначати як
{\displaystyle f:(X,x_{0})\to (Y,y_{0})}.
З точки зору універсальної алгебри така множина це алгебрична структура з однією 0-арною операцією, яка вибирає відмічену точку.
Клас множин із відміченою точкою разом із відображеннями із відміченою точкою утворюють категорію у якій множина-синґлетон із відміненою точкою є нульовим об'єктом. 

## Приклади
Прикладами множин з відміченою точкою є:
- Групи з відміченою одиницею. Тоді гомоморфізм груп є відображенням із відміченою точкою.